# تيم بيكر
تيم بيكر (بالإنجليزية: Tim Baker)‏ هو لاعب كرة قدم أمريكية أمريكي، ولد في 23 أكتوبر 1977 في أماريلو في الولايات المتحدة.

## وصلات خارجية
- تيم بيكر على موقع مرجع كرة القدم المحترفة.كوم (الإنجليزية)